# 斜齿鼠
斜齿鼠（学名：Plagiodontia aedium）是啮齿目硬毛鼠科的一种，也是斜齿鼠属现存唯一的一种，分布于加勒比海的伊斯帕尼奥拉岛，植食性。斜齿鼠在海地有时被当做食物被当地人捕捉。